# Émile Temime
Émile Temime (Bayona, 2 de octubre de 1926 - Marsella, 18 de noviembre de 2008) fue un historiador francés, especializado en el estudio de movimientos migratorios en la zona del mar Mediterráneo, que trabajó como profesor en la Universidad de Provenza.

## Trayectoria
Fue autor o participó en la publicación de obras como Révolution et la Guerre d'Espagne (1961), junto a Pierre Broué, Histoire de l'Espagne contemporaine de 1808 à nos jours (1979), junto a Albert Broder y Gérard Chastagnaret, Migrance, histoire des migrations à Marseille (1989-1990), Les camps sur la plage : un exil espagnol (1995), junto a Geneviève Dreyfus-Armand, Marseille transit: les passagers de Belsunce (1995), Histoire de Marseille de la Révolution à nos jours (1999), Le camp du Grand Arénas Marseille  (2001), junto a Nathalie Deguigné, Un rêve méditerranéen (2002), o Les hommes de Renault-Billancourt. Mémoire ouvrière de l'île Seguin, 1930-1992 (2004), junto a Jacqueline Costa-Lascoux, entre otras.